# 李学亮
李学亮（1955年1月—），男，汉族，新疆乌鲁木齐人，中国摄影家，中国摄影家协会副主席，新疆维吾尔自治区摄影家协会主席，新疆维吾尔自治区文学艺术界联合会原副主席。